# Френк Гласс
Френк Глесс (англ. Frank Glass, 10 лютого 1884, Шотландія — 2 березня 1965, Моррісбург, Онтаріо) — канадський хокеїст, що грав на позиції крайнього нападника.
Чотири рази ставав володарем Кубка Стенлі. 

## Ігрова кар'єра
Хокейну кар'єру розпочав 1901 року.
Протягом професійної клубної ігрової кар'єри, що тривала 9 років, захищав кольори команд «Монреаль Вондерерс» та «Монреаль Канадієнс».
У 1906, 1907, 1908 та 1910 роках ставав володарем Кубка Стенлі.

## Статистика
| Сезон   | Клуб                     | Ліга         | Регулярний сезон | Регулярний сезон | Плей-оф | Плей-оф |
| Сезон   | Клуб                     | Ліга         | І                | Г                | І       | Г       |
| ------- | ------------------------ | ------------ | ---------------- | ---------------- | ------- | ------- |
| 1901–02 | «Монреаль Сейнт Лоуренс» | MCHL         | –                | –                | –       | –       |
| 1902–03 | «Монреаль Сейнт Лоуренс» | MCHL         | –                | –                | –       | –       |
| 1903–04 | «Монреаль Сейнт Чарльз»  | MCHL         | –                | –                | –       | –       |
| 1904–05 | «Монреаль Вондерерс»     | ФХАЛ         | 6                | 9                | –       | –       |
| 1906    | «Монреаль Вондерерс»     | АХЛСК        | 10               | 10               | –       | –       |
| 1906    | «Монреаль Вондерерс»     | Кубок Стенлі | –                | –                | 2       | 3       |
| 1907    | «Монреаль Вондерерс»     | АХЛСК        | 10               | 13               | –       | –       |
| 1907    | «Монреаль Вондерерс»     | Кубок Стенлі | –                | –                | 6       | 8       |
| 1907–08 | «Монреаль Вондерерс»     | АХЛСК        | 9                | 3                | –       | –       |
| 1907–08 | «Монреаль Вондерерс»     | Кубок Стенлі | –                | –                | 5       | 6       |
| 1909    | «Монреаль Вондерерс»     | АХЛСК        | 12               | 18               | –       | –       |
| 1909    | «Монреаль Вондерерс»     | Кубок Стенлі | –                | –                | 2       | 5       |
| 1910    | «Монреаль Вондерерс»     | НХА          | 12               | 15               | –       | –       |
| 1910    | «Монреаль Вондерерс»     | Кубок Стенлі | –                | –                | 1       | 0       |
| 1910–11 | «Монреаль Вондерерс»     | НХА          | 16               | 17               | –       | –       |
| 1911–12 | «Монреаль Канадієнс»     | НХА          | 16               | 8                | –       | –       |
| Усього  | Усього                   | Усього       | 91               | 93               | 16      | 22      |